# Чанпэн Чжао
Чанпэн Чжао (кит. упр. 赵长鹏; род. 1977, Цзянсу, КНР) — основатель и бывший генеральный директор одной из самых крупных криптовалютных бирж Binance. Известен в криптосообществе как CZ. В интервью Bloomberg в апреле 2021 года Чанпэн сказал, что «вероятно, у Binance, больше всего биржевых лицензий по всему миру».
Согласно индексу миллиардеров Bloomberg, Чжао занимал 69-е место в списке богатейших людей мира, его состояние оценивалось в 23 миллиарда долларов по состоянию на ноябрь 2023 года.
3 мая 2025 года был назначен советником Президента Кыргызской Республики Садыра Жапарова по вопросам развития цифровых активов.

## Биография
Чанпэн родился в китайском Цзянсу. В интервью Bloomberg он говорил, что его мама работала учителем начальной и средней школы, а папа был своего рода учеником-учителем в магистратуре, став в конце концов профессором с докторской степенью. В интервью Forbes в 2018 году он рассказывал, что отца обвиняли в «пробуржуазном интеллекте». Глава семейства фактически был диссидентом и участвовал в протестах, один из которых стал точкой невозврата для преподавателя.
После Культурной революции в Китае отец Чанпэна в 1984 году поступил в Университет Британской Колумбии. Чанпэн, его мама и старшая сестра смогли получить визу только в 1989 году, поехали в Ванкувер и остались там. Чанпэн продавал гамбургеры в McDonald’s и работал ночными сменами на заправочной станции, чтобы покрыть домашние расходы.
Когда Чанпэну было 12 лет, отец купил компьютер IBM PC XT 286 за 7 000 канадских долларов. В 16-17 лет Чанпэн прошел несколько курсов программирования в средней школе, а в университете Макгилла подал заявку на стажировку в компанию в Монреале, занимающуюся разработкой HTML. На третьем курсе он отправился на стажировку в японскую компанию, связанную с трейдингом. «Меня привлекало то, что работа была в Токио, но потом я осознал, что, черт возьми, через эти системы течет много денег, просто огромное количество. И я остался в этой индустрии навсегда», признался Чанпэн в интервью Bloomberg.
В 2013 году CEO BTC China Бобби Ли и его инвестор на дружеской игре в покер сказали Чанпэну, чтобы он конвертировал 10% своего капитала в биткоин. По словам Чанпэна, он изучил вопрос и купил немного биткоинов, чтобы поиграть. В 2014 году он уже продал свой дом в Шанхае, который купил в 2006 году, чтобы докупить биткоин. В том же году Чанпэн уволился с работы, чтобы присоединиться к сайту Blockchain.info, основателю Бену Ривзу и генеральному директору Нику Кэри. Примерно через год, Чанпэн решил попробовать свои знания о биржевом бизнесе.

## Капитал
По словам Чанпэна, у него нет машины и дома. Он считает, что проблема с машинами и домами в том, что они не ликвидные, и их сложно продать сразу же после покупки. «Я один из тех парней, которые ценят ликвидность гораздо больше, чем владение чем-то. Вообще-то я предпочитаю ничем не владеть, а физические вещи, которыми я владею, вероятно, ничтожны с точки зрения моего капитала», сказал Чанпэн в интервью Bloomberg. По его словам, почти 100% его капитала сосредоточена в криптовалюте. «Я не использую крипту для покупки фиата и не использую крипту для покупки домов, я просто хочу держать криптовалюты. И я не планирую конвертировать свои криптовалюты в наличные деньги в будущем». В интервью для РИА Новости Чанпен сказал, что для него фиат больше не актуален, и он верит в криптовалюту. «Я оплачиваю еду, такси, да и вообще плачу за все исключительно криптовалютой», — признался предприниматель.
Единственная татуировка на теле Чанпэна — это логотип Binance.

## История создания Binance
По словам Чанпэна, в 2017 году, когда цена биткоина росла, все сайты ломались и ни у кого из них не было службы поддержки клиентов. Он подумал, что может улучшить скорость обмена, пользовательский интерфейс и обслуживание клиентов, сократить комиссии и сделать их намного ниже. Также Чанпэн хотел предложить чистый обмен криптовалюты на криптовалюту, а затем обслуживать глобальную аудиторию, предложив мобильную поддержку.
Чанпэн запустил Binance летом 2017 года, когда ему было 40 лет. Журнал Forbes назвал его ветераном криптовалюты с опытом работы в компании Blockchain LLC и провайдере биткоин-кошельков и обменнике криптовалют OKCoi. После создания системы сопоставления заказов для высокоскоростных трейдеров на Токийской фондовой бирже и Bloomberg’s Tradebook он основал Binance, используя аналогичный интерфейс. Как и другие криптобиржи, компания зарабатывает деньги, взимая комиссию за торговлю, маржинальные проценты, фьючерсные комиссии и комиссии за ввод и вывод средств. Однако, в отличие от других бирж криптовалют, Binance делает свою собственную цифровую валюту — монету BNB.
За несколько дней до официального запуска Binance в июле 2017 года биржа собрала около $15 млн, продав в рамках ICO BNB, которые, в свою очередь, можно было использовать для оплаты комиссий. Инвесторами в основном стали представители Китая и других частей Азии. Криптовалютная биржа Binance стала крупнейшей за 180 дней. Всего через год после запуска Чанпэн был включён в список Forbes самых богатых людей с криптовалютой с состоянием от $1,1 до $2 млрд.
С тех пор он запустил бизнес-направления, начиная от фонда венчурного капитала и операций по добыче биткоинов до дебетовой карты, которая позволяет тратить свою криптовалюту в Европе. Мы разрабатываем и продвигаем Binance Pay, благодаря которому продавцы напрямую могут принимать криптовалюты или стабильные монеты.
В 2019 году биржа приобрела как минимум девять фирм. К ним относятся — провайдер кошелька Trust Wallet, запуск данных блокчейна DappReview, индийская криптовалютная биржа WazirX и платформа производных финансовых инструментов на Сейшельских островах JEX. Также в 2019 году открылась Binance US, рассчитанная только на американских клиентов. На момент интервью Чанпэна для Blomberg в апреле 2021 компания получила лицензию только в 42 штатах и продолжает эту процедуру в остальных. «Наш план — это где-то от 20 до 30 приобретений в год. Большинство из них — небольшие приобретения, о которых мы не объявляем».
31 марта 2020 года издание The Block написало, что Binance находится в завершающей стадии покупки агрегатора криптографических данных CoinMarketCap и, по данным источников The Block, собирается заплатить за сделку $400 млн.
В сентябре 2020 года была запущена блокчейн-платформа Binance Smart Chain, что, как отметило британское издание The Independent, внесло существенный вклад в развитие сектора децентрализованных финансов (DeFi).
В конце 2020 года Forbes писал, о том, что биржа совершает сделок на $10 млрд в день. По данным SimilarWeb на март 2020 года Binance занимает 21,3 % трафика криптовалюты, за ним идёт Coinbase с 21 % и замыкает тройку BitMEX с 12 %. В апреле Чанпэн говорил, что в компании работает около 1600—1700 человек.
В апреле 2021 года в интервью Bloomberg Чанпэн сказал, что компания не собирается на IPO, потому что ей достаточно собственных средств для роста. Также он заявил, что Binance в конечном итоге станет децентрализованной автономной организацией.
21 ноября 2023 года Чжао согласился уйти из Binance и заплатить штраф в размере 50 миллионов долларов в рамках признания вины по федеральным обвинениям США. Binance также согласилась признать себя виновной и выплатить штраф в размере 4,3 миллиарда долларов. Чжао на посту генерального директора сменил Ричард Тенг.
30 апреля 2024 года был приговорён к четырём месяцам тюремного заключения за отмывание денег. Прокуроры требовали 3 года заключения.

## Скандалы
В июле 2021 года власти сразу трёх стран — Каймановых островов, Таиланда и Сингапура — объявили проверку Binance. Управление денежного обращения Каймановых островов (CIMA) заявило, что криптовалютная биржа Binance и связанные с ней компании Binance Group и Binance Holdings Limited не зарегистрированы в юрисдикции. Представители CIMA напомнили, что для осуществления криптовалютной деятельности компании должны соответствовать Закону о виртуальных активах. Также Денежно-кредитное управление Сингапура (MAS) заявило, что обратит пристальное внимание на работу местной дочерней компании биржи Binance Asia Services Pte. Кроме того, Комиссия по ценным бумагам и биржам Таиланда (SEC) заявила, что Binance работает в стране без лицензии. Регулятор подал заявление о нарушении в отдел по борьбе с экономическими преступлениями национальной полиции.
В 2021 году Binance отключила возможность пополнения счетов через британскую систему Faster Payments, а банк Barclays запретил своим британским клиентам переводить платежи в адрес биржи с обслуживаемых им дебетовых и кредитных карт.
26 июня 2021 года Управление по финансовому регулированию и надзору Великобритании (FCA) запретила местному подразделению биржи Binance Markets Limited осуществлять деятельность в стране. В пояснительной записке регулятор велел остерегаться рекламы, обещающей высокую отдачу от инвестиций в криптоактивы, а также напомнил, что инвестиции в фирмы, которые не авторизованы FCA, не защищены финансовым омбудсменом. Financal Times также процитировали ответ Binance, в котором было сказано, что FCA «не оказывает прямого влияния на услуги, предоставляемые на Binance.com», поскольку Binance Markets Limited является отдельной организацией. Binance заявила, что уведомление FCA не окажет «прямого влияния» на услуги, потому что биржа не находится в Великобритании. Также, BBC упомянули о том, что действия FCA происходят на фоне сопротивления со стороны регулирующих органов всего мира криптовалютным платформам. Financal Times отметили, что регулирующие органы принимают жёсткие меры в отношении криптовалютной индустрии из-за опасений, связанных с её потенциальной ролью в незаконной деятельности, такой как отмывание денег и мошенничество, а также из-за зачастую слабой защиты потребителей. В газете назвали вмешательство британского регулятора «одним из самых значительных шагов, который сделал любой другой регулятор в мире против Binance».
25 июня 2021 года Агентство финансовых услуг Японии (FSA) предупредило, что Binance работает в стране без разрешения. Это сообщение стало вторым после предупреждения в марте 2018 года, когда регулятор напомнил без уголовных обвинений об отсутствии у биржи регистрации . Если в тот раз Чанпэн заявил Bloomberg, что команда юристов фирмы ведёт диалог с агентством, то в этот раз представители биржи сказали CoinDesk, что «в настоящее время Binance не проводит обменные операции в Японии и не привлекает японских пользователей».
В мае 2021 года Blomberg сообщил, что Министерство юстиции и Налоговая служба США исследуют работу Binance Holdings Ltd на предмет участия в незаконной деятельности, в том числе отмывании денег и преступлениях в сфере налогообложении.
В апреле 2021 года Федеральное агентство по финансовому надзору Германии (BaFin) рассмотрело продажу токенизированных акций компании Tesla и Coinbase на криптовалютной бирже Binance как возможное нарушение законов о ценных бумагах. у европейских регуляторов возникли сомнения относительно того, чем являются токены-акции, размещённые на Binance: ценными бумагами или производными финансовыми инструментами. BaFin заявило, что если токены-акции можно передавать и продавать на криптовалютной бирже, и если такие токены-акции наделяют пользователей какими-либо экономическими правами, будь то дивиденды или денежные расчёты, такие активы считаются ценными бумагами, поэтому их эмитенты обязаны составить проспект эмиссии токенизированных акций и подать его в регулирующие органы. Binance ответила, что проспект эмиссии токенов-акций не требуется, поскольку пользователи не могут передавать их друг другу, расчёты производятся с использованием стейблкоина BUSD, и токенизированные акции не предусматривают право голоса для своих держателей.
В начале 2021 Чанпэн сказал, что компания еженедельно удаляет более 100 фейковых сайтов, приложений и учётных записей в социальных сетях, где используется бренд Binance.
В августе 2020 года анонимные исследователи сообщили репортёру Forbes, что биткоины на сумму более $1 млн, принадлежавшие хакерам-вымогателям Ryuk, в течение трех лет попадали в активный кошелёк на бирже Binance. Ещё несколько биткоинов на сумму $4,7 млн были размещены на внебиржевых счетах, что дало исследователям право предполагать, что хакеры используют Binance в качестве приоритетной площадки для обналичивания криптовалюты. Команда безопасности Binance ответила, что «борьба с отмыванием денег, программами-вымогателями и другими вредоносными действиями — это бесконечная задача Binance».
В августе 2020 года Департамент киберполиции Национальной полиции Украины совместно с Binance разоблачили преступную группировку, которая предоставляли услуги по легализации и обналичивании денег, полученных преступным путем. В течение двух лет злоумышленники совершили финансовых операций на $42 млн.

## Скандал с презентацией
В октябре 2020 года в редакцию американского Forbes попала презентация 2018 года, из которой следовало, что биржа была задумана как сложная корпоративная структура, предназначенная для намеренного обмана регуляторов и тайного получения прибыли от криптоинвесторов в США. Источник, передавший презентацию, сообщил изданию, что документ был создан бывшим сотрудником Binance Гарри Чжоу, серийным предпринимателем, который является соучредителем Koi Trading, криптовалютной биржи в Сан-Франциско, частично принадлежащей Binance. Представители Binance и Гарри Чжоу не ответили на запрос Forbes, но после публикации материала Чанпэн сделал несколько твитов, объяснив, что ни бывшие, ни нынешние сотрудники не причастны к этому документу.
Презентация состояла из четырёх основных компонентов: целей, предлагаемой корпоративной структуры, планов взаимодействия с регулирующим органом и долгосрочных лицензионных планов. Документ призывал минимизировать влияние законодательства США, в частности, в нем описывалась подробная стратегия отвлечения внимания регуляторов, среди которых Комиссия по ценным бумагам и биржам и Агентство по борьбе с финансовыми преступлениями. Автор презентации описывал планы по присоединению к различным саморегулируемым криптовалютным группам, чтобы «продемонстрировать готовность к соблюдению законов». В документе прямо содержался призыв к «стратегическому» использованию виртуальных частных сетей (VPN), скрывающих местонахождение трейдеров, как способ избежать контроля со стороны регуляторов. Также в документе был пункт о том, что ключевой персонал Binance продолжает работать за пределами США, чтобы избежать рисков правоприменения.
Материнская компания Binance в настоящее время известна как базирующаяся на Каймановых островах, но биржа сначала была запущена в Шанхае. Позже, когда китайское правительство приняло жёсткие меры против торговли криптовалютой, компания перенесла штаб-квартиру в Японию, а затем на Мальту. В мае 2020 года Чанпэн сказал бывшему сотруднику Forbes Лоре Шин, что штаб-квартира Binance находится там же, где он. Его ответ был представлен как призыв к сплочению идеалов децентрализованной власти блокчейна. В сентябре 2020 года японская биржа Fisco подала иск в Северном округе Калифорнии, утверждая, что Binance был местом, где «отмывали украденную криптовалюту». Чтобы установить юрисдикцию в регионе, в иске утверждается, что автономные компьютеры, которые Binance использует для хранения большей части своей криптовалюты, находятся в Калифорнии, и что серверы Amazon, которые биржа использует для своего облачного хранилища, также находятся в штате. В тот же день, когда было возбуждено дело, Саморегулируемая группа разработки финансовых мер борьбы с отмыванием денег (FATF) опубликовала отчёт, в котором подчеркивается, что практика частой смены штаб-квартиры является ключевым «красным флажком» для отмывания денег.